# Casa Fàbregas (Reus)
Casa Fàbregas (o Cal Fàbregas) és un edifici del municipi de Reus (Baix Camp) inclòs en l'Inventari del Patrimoni Arquitectònic de Catalunya, situat al raval de santa Anna cantonada amb la plaça de Catalunya.

## Descripció
Edifici d'habitatge de planta baixa, entresòl i tres pisos, amb una gran tribuna a la planta principal, en tota la corba que forma l'edifici, per solucionar la cantonada xamfrà. Aquesta cantonada es remata, a més a més, amb un cos àtic que sobresurt per damunt de la cornisa superior fent la corba i destacant-la encara més.
Composició classicista i decoració barroca amb gran profusió d'esgrafiats, encoixinat, frontons, balustres i pinacles, que junt a la gran riquesa de timpans, mènsules i arcs motllurats, que ornen finestres i balcons, formen un conjunt academicista "Beaux Arts" molt d'acord amb la formació francesa del projectista. Elements destacats són les dues grans tribunes, sobretot la de la cantonada que ofereix la successió d'un seguit de finestres d'estructura serliana. Els interiors de la planta principal, que té un accés independent des del carrer, conserven en part la decoració original, sobretot en l'escala monumental i els enteixinats de diverses habitacions.

## Història
Construïda per Evarist Fàbregas, ric comerciant i banquer, mecenes de moltes activitats de cultura i beneficència, que l'encarregà a l'arquitecte Josep Simó i Bofarull. La construcció es dugué a terme entre 1922 i 1923 i consistí en un projecte de reforma i reconstrucció d'una edificació anterior. Fàbregas sufragà les obres del Centre de Lectura, fetes pel mateix arquitecte, entre d'altres. L'abatiment de la seva banca, Fàbregas i Recasens, que arruïnà el Banc de Reus, en la dècada dels trenta, va tenir profunda repercussió en la ciutat. A la planta baixa hi ha una farmàcia, la farmàcia Ornosa, nom amb què també es coneix la casa, farmàcia que va heretar Pau Ornosa, farmacèutic militar i alcalde de Reus el 1950-51, del seu oncle Antoni Serra i Pàmies.
Poc abans de l'inici de les obres, hi havia nascut l'escriptor Gabriel Ferrater.